# Nemzeti Filharmonikus Zenekar
A Nemzeti Filharmonikus Zenekar vagy Nemzeti Filharmonikusok az 1952-ben létrejött Magyar Állami Hangversenyzenekarból alakult 1997-ben. Jogelődje az 1923-ban alapított Székesfővárosi Zenekar volt. Otthonuk a budapesti Művészetek Palotájában van, örökös főzeneigazgatójuk Kocsis Zoltán. Az együttes külföldön Hungarian National Philharmonic Orchestra néven lép fel.
Kocsis Zoltán halálát követően, 2017. március 17-től Hamar Zsolt volt a zenekar zeneigazgatója.

## Történet
A Székesfővárosi Zenekar 1923-ben alakult, és a megalakulását követően gyorsan Budapest zenei életének vezető együttese lett. Alapítója és vezető karmestere Bor Dezső volt – 15 éven át. A második világháború után Fricsay Ferenc és Somogyi László állt a zenekar élén, de több mint negyven alkalommal vezényelte az együttest Otto Klemperer, sokszor Doráti Antal és Rajter Lajos is.
1952-ben a zenekart Magyar Állami Hangversenyzenekarnak nevezték át, és vezető karmesterük Ferencsik János lett. Ferencsik vezetésével az együttes nemcsak Magyarország vezető szimfonikus zenekarává vált, de külföldön is gyakran és szívesen látott együttes volt. A zenekar kvalitását jelzi, hogy az 1960-as évektől ismét neves vendégkarmesterek dirigálták őket (Ernest Ansermet, Doráti Antal, Zubin Mehta, Lorin Maazel, Sir John Barbirolli, Leopold Stokowski, Claudio Abbado, Christoph von Dohnányi stb.). A koncertjeiken neves szólisták is közreműködtek, például Szvjatoszlav Richter, Yehudi Menuhin, Anja Silja, Starker János, Ruggiero Ricci.
Ferencsik János 1984-ben bekövetkező halálát követően 1987-től Kobajasi Kenicsirót választották az együttes vezető karmesterévé. Kobajasi 1974-ben megnyerte a Magyar Televízió I. Nemzetközi Karmesterversenyét, és ezután néhány évig Ferencsik tanítványa volt, a zenekar segédkarmestereként. A japán dirigens 1992-ig állt a zenekar élén, majd megkapta a zenekar örökös tiszteletbeli elnök-karnagya címét.
1997-től a főzeneigazgatói teendőket Kocsis Zoltán látta el, egyúttal a zenekar neve Nemzeti Filharmonikus Zenekarra változott. Kocsis jelentős változtatásokat hajtott végre a zenekar személyi állományában, és a megújuló együttest rövid idő alatt a nemzetközi élvonalba emelte. Segítőtársa az első állandó karmesteri poszton 2004 júniusáig Hamar Zsolt volt, akit 2006-ban Berkes Kálmán váltott. A zenekart és a Nemzeti Énekkart 1998-ban kiemelt nemzeti alapintézménnyé minősítették. A zenekar, az énekkar és a kottatár otthona 2005 óta a Müpában van.

## Tevékenység
Kocsis vezetésével a zenekar a külföldi koncertpódiumok szívesen látott és megbecsült zenekara lett, amely komoly sikereket ért el Európa majd’ minden országában, az Amerikai Egyesült Államokban, Japánban – mind a közönség, mind a kritika körében. Számos hangfelvétel készül közreműködésükkel, amelyeket a hazai és a nemzetközi kritika is elismeréssel illet. 2003-as New York-i hangversenyüket a ConcertoNet című komolyzenei lap az évad legjobb hangversenyének járó Lully-díjjal jutalmazta.
A zenekar vezető szerepet tölt be a Bartók Béla születésének 125. évfordulóján, 2006-ban indult második, a tervek szerint 31 CD-t tartalmazó Bartók-összkiadás elkészítésében. A sorozat első felvétele 2006-ban jelent meg, és a Kossuth-szimfóniát és A fából faragott királyfit tartalmazza.

## Díjak és elismerések
- 2003. a ConcertoNet komolyzenei lap Lully-díja a New York-i hangversenyért.
- Egy 2004-ben megjelent Bartók-CD-jükről az amerikai ClassicsToday.com vezető szerkesztője azt írta, hogy „nem létezik ennél jobb felvétele a Táncszvitnek”, a Concerto felvételét pedig úgy értékelte, hogy „nem készült még ehhez fogható felvétel erről a műről, ennyire zsigeri szinten izgalmas, ugyanakkor Bartók partitúrájához formájában és szellemében egyaránt ennyire hű”.
- Az együttes 2006 végén az UNICEF magyarországi jószolgálati nagykövete lett.